# Hipotermia
A hipotermia a szervezet fokozott mértékű kihűlése, amely akár halállal is járhat. Komoly veszélyt jelent a szélsőséges hidegben lévőkre, az ilyen terepen balesetet szenvedettekre. Gyakori a magashegyi sportok, a barlangászat és a búvárkodás sérültjeinél. A hipotermia orvosi tanulmányozása a 18–19. században vált hangsúlyossá, amikor a sarkvidéki expedíciók, például Sir John Franklin kutatóútjai során számos esetet jegyeztek fel. A 20. században a második világháború alatt végzett vizsgálatok – különösen a haditengerészet túlélési programjai – alapozták meg a modern hipotermia-ellátási protokollokat.

## Folyamata
Az emberi szervezet normális hőmérséklete 36 és 37 °C között van, amelynek csökkenése hipotermiás állapothoz vezethet. A kihűlés nem csak a szélsőséges hidegben lévőkre jelent veszélyt, hosszabb távon akár egy fűtetlen lakás is kiválthatja. A gyermekek, az idősek és a sérültek fokozottan vannak kitéve a szervezet kihűlésének, ezért az extrém sportok során fellépő balesetek ellátásának fontos része a szervezet hőveszteségének megakadályozása, amíg a hivatásos segítség megérkezik.
A hipotermia kialakulását nagymértékben fokozza, ha a test vízben van, ugyanis a víz hővezető képessége huszonötször nagyobb a levegőénél. Az átnedvesedett ruha és erős szél szintén elősegíti a szervezet vészes lehűlését. 
Az 1-2 fokos hőveszteség izomremegéssel, reszketéssel jár. A pulzus szapora, gyors lélegzés, kissé megemelkedett vérnyomás észlelhető. 
Tartós hatás esetén a szervezet hőszabályozása kimerül, a testhőmérséklet folyamatosan csökken. A remegés megszűnik, bágyadtság, álmosság, érzékcsalódás jelentkezik. A vérnyomás csökkenni kezd, a légzés ritkul és felületessé válik. Szívritmuszavar lép fel. A szervezet eszméletvesztéssel járó, tetszhalál-szerű állapotba esik. 
A 27-30 fokos belső testhőmérsékletnél a pupillák tágak, a vércukorszint alacsony, mígnem a kamrafibrilláció vagy a keringési rendszer bénulása következtében beáll a halál.

## Megelőzés
A hőleadás szempontjából kritikus területek a fej és a nyak, illetve vízbe merülve a hónalj és az ágyék. Ezek közvetlenül a belső, úgynevezett maghőmérsékletet csökkentik. 

### Öltözködés
Emberek esetében az elsődleges védelmi eszköz a megfelelő felszerelés és ruházat. Ennek fontos része a réteges öltözködés, a sapka viselete és a szélálló külső réteg. Búvároknál a megfelelő búvárruha, ahol a fej védelme szintén lényeges. 
Aktív testmozgás esetén érdemes az izzadást elkerülni, amennyiben az lehetséges. Ha nem, az átnedvesedett ruházatot cseréljük szárazra, mert amint az aktív testmozgás megszűnik, akár csak egy pihenő alatt is, a nedvesség fokozottan vonja el a hőt és fázni kezd a szervezet. A szél ezt a folyamatot és a hidegérzetet meghatványozza. 
Komoly aktivitással járó, nagy hidegben végzett tevékenységekhez érdemes nem pamut, hanem mesterséges anyagokból készített, úgynevezett polár ruházatot viselni. Ez kevésbé zárja magában a nedvességet, gyorsabban szárad.

### Táplálkozás
A védekezés másik része a megfelelő táplálkozás. Sporttevékenység előtti nap a vacsora, illetve aznap a reggeli nagyban hozzájárulhat a túra sikeréhez. Fontos, hogy folyamatosan pótoljuk az útközben elvesztett energiát, ami lényeges a szervezet hőháztartásának helyes működéséhez. A gyorsan felszívódó anyagok között érdemes megemlíteni a szőlőcukrot.

## Tünetek
A hipotermia jelei lehetnek a fáradtság, ingerlékenység, zavartság, hidegrázás, sápadt és hideg bőr, ügyetlenség, letargia, elmosódott beszéd vagy az észszerűtlen cselekvés, álmosság. Gyermekeknél a tünetek között lehet, hogy a bőr hideg, bár egészséges színű. A gyermek túlságosan nyugodt és nincs étvágya. 
A hipotermia előrehaladott állapotát jelzi az eszméletvesztés, a lassú szívverés és a felszínes légzés. 

## Elsősegély
A bajbajutott ellátásának része a test egyenletes, fokozatos felmelegítése. A testet csavarjuk takarókba, figyelve arra, hogy a hideg földtől is lehetőleg legyen elszigetelve, hiszen ez is nagy mértékben vezeti el a hőt. Az izolációs fólia használata is segít.  Ezüst-arany színű fólia esetén az ezüst színű (hővisszaverő) oldalnak befelé (a test felé) kell kerülnie.  A vizes ruhákat lehetőleg cseréljük szárazra a bajba jutott testén, mert a nedves öltözet tovább hűti a szervezetet. 
Kerüljük az aktív mozgást, mert a végtagokban lévő hidegebb vér a test központi részében található létfontosságú szervek felé áramlik, ami ronthat a helyzeten. 
Szintén nem előnyös a test dörzsölése, mert az esetlegesen elfagyott részeken a szervezetben kialakult jégkristályok további roncsolást végezhetnek. Továbbá, értágító hatása ront a beteg állapotán. Szintén ez az oka, hogy tilos a lehűlt szervezetet forró vízbe meríteni. 
Enyhébb esetekben a langyos, édes folyadék bevitele előnyös lehet, de semmi esetre sem a hirtelen és forró, nagy mennyiségű folyadék itatása. 
A test felmelegítésének hatásos módja lehet, ha egy egészséges testtel érintkezik és annak hőjét veszi át. 
A melegítés alkalmazásánál a fokozatosság elsődleges fontosságú, mert a hirtelen változás komoly mértékben ronthat a sérült állapotán.

## Alkohol
Sokszor tévesen feltételezik az alkoholról, hogy a test hőellátásnak megőrzése vagy annak visszanyerése szempontjából fogyasztása előnyös lehet. Orvosi források bizonyítják ennek ellenkezőjét, ezért a beteggel vagy a veszélyeztetett emberrel alkoholt itatni kimondottan tilos! 
Az alkohol értágító hatású, aminek következtében a szervezet központi részéből a melegebb vér a végtagokba áramlik. Ez meggyorsítja a belső területek lehűlését, ahol a létfontosságú szervek találhatóak.
Az alkohol csökkenti a hidegérzetet. Tömény ital lenyelése által a nyelőcsőben okozott enyhe égető érzés, valamint a bőr ereinek kitágulása a hidegérzet csökkenésével együtt azt az érzetet kelti, hogy az ital "átmelegíti" a fázó embert. Számos, kihűlés okozta halálesetben alkohol hatása is szerepet játszik.

## Kihűlés a 21. századi Magyarországon
2011 során 230-an haláloztak el Magyarországon hipotermiában. Az esetek kétharmadában az illető az otthonában hűlt ki, és csak az eseteknek kevesebb mint egyötöde történt közterületen.